# O Dia em que a Terra Parou (1951)
The Day the Earth Stood Still (bra: O Dia em Que a Terra Parou; prt: No Dia em Que a Terra Parou ou O Dia em Que a Terra Parou) é um filme de ficção científica americano de 1951 da 20th Century Fox produzido por Julian Blaustein e direção de Robert Wise. É estrelado por Michael Rennie, Patricia Neal, Hugh Marlowe, Sam Jaffe, Billy Gray, Frances Bavier e Lock Martin. O roteiro foi escrito por Edmund H. North, baseado no conto de 1940 "Farewell to the Master" de Harry Bates. A trilha sonora do filme foi composta por Bernard Herrmann. Ambientado na Guerra Fria durante os estágios iniciais da corrida armamentista nuclear, o enredo envolve um visitante alienígena humanoide que vem à Terra, acompanhado por um poderoso robô, para entregar uma mensagem importante que afetará toda a raça humana. Em 1995, o longa-metragem foi selecionado para preservação no National Film Registry como "culturalmente, historicamente ou esteticamente significativo".

## Enredo
Após um disco voador pousar no National Mall, em Washington, D.C. o Exército dos Estados Unidos rapidamente o cerca com soldados e tanques. Um humanoide em um traje espacial emerge, anunciando que ele vem "em paz e com boa vontade". Abrindo um pequeno dispositivo metálico, ele é baleado e ferido por um soldado nervoso. Um grande robô surge da nave e rapidamente desintegra as armas dos soldados, incluindo tanques. O alienígena ordena que o robô, Gort  desista. Ele explica que o dispositivo, agora quebrado, foi um presente para o Presidente dos Estados Unidos "para estudar a vida em outros planetas". O alienígena, Klaatu (Michael Rennie) é levado ao Hospital Militar Walter Reed. Após a cirurgia, ele usa uma pomada para curar rapidamente seu ferimento. O Exército não consegue abrir ou explodir o disco. Gort fica do lado de fora, silencioso e imóvel.
O secretário do presidente, Sr. Harley (Frank Conroy) vem visitar Klaatu, que relata que sua mensagem deve ser transmitida a todos os líderes mundiais simultaneamente. Harley afirma que isso é impossível na atual situação mundial. Quando o protagonista propõe passar um tempo entre humanos comuns para entender melhor suas "suspeitas e atitudes irracionais", Harley rejeita a proposta, e o alienígena permanece trancado em seu quarto de hospital.
Fugindo, Klaatu adquire um terno e uma mala no Hospital Walter Reed; o recibo da lavanderia na manga do paletó diz "Maj. Carpenter", e as iniciais na mala são LMC. Ele aluga um quarto em uma pensão, dizendo que seu nome é Carpenter. Entre os moradores estão uma jovem viúva, Helen Benson (Patricia Neal) e seu filho, Bobby (Billy Gray). O namorado de Helen, Tom Stevens (Hugh Marlowe) fica com ciúmes do estranho. Bobby leva Klaatu para um passeio pela cidade, incluindo o Lincoln Memorial e uma visita ao túmulo de seu pai no Cemitério Nacional de Arlington; o alienígena descobre que a maioria dos mortos são soldados em guerras. Quando Klaatu pergunta a criança: "Quem é a pessoa mais importante do mundo?", Bobby sugere o Professor Barnhardt (Sam Jaffe). Visitando a casa do cientista, eles o encontram ausente. Olhando pela janela, o protagonista vê que o quadro-negro de Barnhardt está coberto de equações (uma tentativa de resolver o problema dos três corpos). Para "deixar um cartão de visita", Klaatu abre a janela trancada e corrige a equação, dando suas informações de contato à governanta.
Naquela noite, um agente do governo escolta Klaatu até Barnhardt. Ele diz a Barnhardt que as pessoas de outros planetas estão preocupadas com a agressividade da Terra, agora que a humanidade desenvolveu energia atômica rudimentar. Se sua mensagem for ignorada, a Terra poderá ser "eliminada". Barnhardt concorda em reunir cientistas de todo o mundo; ele sugere que o alienígena faça uma demonstração de seu poder de antemão. Sem saber que Bobby o está seguindo, Klaatu retorna à sua nave espacial observa enquanto Gort nocauteia dois soldados para que o alienígena possa reentrar no disco. Correndo para casa, Bobby conta a Helen, que não acredita nele, mas Tom desconfia. No dia seguinte, a partir do meio-dia no fuso-horário da Costa Leste dos Estados Unidos, todos os equipamentos elétricos da Terra param de funcionar por 30 minutos, exceto serviços essenciais, como hospitais e aeronaves em voo.
Ao saber que Bobby o seguiu na noite anterior, Klaatu visita Helen no trabalho, revela sua missão e pede que ela não o traia. A moça pede a Tom que guarde o segredo de Klaatu, mas ele se recusa a ouvir, já em processo de alertar os militares. Esperando que Barnhardt possa esconder Klaatu até a noite, Helen e o alienígena correm para lá de táxi. Ele instrui Helen que, se algo acontecer com ele, deve dizer a Gort "Klaatu barada nikto". O Exército os rastreia. Klaatu é baleado e morto; seu corpo é levado para uma cela da delegacia. Correndo para o disco voador, Helen recita a frase para Gort e o robô então a carrega para dentro da nave. Gort recupera o corpo do alienígena e o reanima dentro do ambiente da nave espacial, embora Klaatu diga a Helen que sua reanimação é apenas temporária.
Saindo da nave espacial com Klaatu e Gort, Helen se junta ao Dr. Barnhart entre os cientistas reunidos. Klaatu conta aos cientistas que uma organização interplanetária criou uma força policial de robôs invencíveis como Gort. "Em questões de agressão, demos a eles poder absoluto sobre nós". Klaatu conclui: "Sua escolha é simples: junte-se a nós e viva em paz, ou siga seu curso atual e enfrente a aniquilação." Ele e Gort então partem na nave.

## Elenco
- Michael Rennie como Klaatu
- Patricia Neal como Helen Benson
- Hugh Marlowe como Tom Stevens
- Sam Jaffe como Professor Jacob Barnhardt
- Billy Gray como Bobby Benson
- Frances Bavier como Mrs. Barley
- Lock Martin como Gort

| Guy Williams                  | Operador de rádio: "Holy mackerel, call headquarters, get the lieutenant."                                  |
| Kenneth Kendall               | Apresentador da BBC                                                                                         |
| Elmer Davis                   | "This is Elmer Davis again. We still don't know what it is or where it comes from ..."                      |
| Harry Harvey Sr.              | motorista de táxi que escuta Elmer Davis no rádio                                                           |
| Charles Tannen [apenas voz]   | Apresentador de rádio: "We interrupt this program to give you a bulletin just received ..."                 |
| H. V. Kaltenborn              | "This is H. V. Kaltenborn speaking. Here in the nation's capital there is anxiety and concern ..."          |
| Louis Jean Heydt              | Capitão da Força Aérea olhando ansiosamente para cima, para a nave espacial que se aproxima                 |
| Roy Engel                     | Funcionário do governo (de chapéu fedora) olhando para cima                                                 |
| Pat Aherne                    | General do Pentágono: "Get me the chief of staff"                                                           |
| Wilson Wood                   | Official: "Hello ... I want to speak to the President ..."                                                  |
| Drew Pearson                  | "Good afternoon, ladies and gentlemen, this is Drew Pearson. We bring you this special ..."                 |
| Harry Lauter                  | Líder de pelotão no local de pouso da nave espacial                                                         |
| Frank Conroy                  | Sr. Harley, secretário do Presidente: "I've been told you speak our language ..."                           |
| Fay Roope                     | Major-general visitando o local do pouso da nave espacial: "Oh, Carlson, what's the report?"                |
| Harlan Warde                  | Carlson, metalúrgico do governo examinando a nave espacial: "No luck, sir. We've tried everything ..."      |
| Stuart Whitman                | Guarda vigiando a nave espacial                                                                             |
| Robert Osterloh               | Major White, médico de Klaatu no Hospital Walter Reed                                                       |
| Lawrence Dobkin               | Médico do exército no Hospital Walter Reed examinando o raio-X de Klaatu                                    |
| Edith Evanson                 | Sra. Crockett, proprietária de uma pensão onde Klaatu aluga um quarto                                       |
| John Brown                    | Mr. Barley, husband of Mrs. Barley; resident at Mrs. Crockett's                                             |
| Olan Soule                    | Sr. Krull, residente da pensão da Sra. Crockett                                                             |
| Gabriel Heatter [apenas voz]  | "And now, on this Sunday morning, we ask some questions that have been haunting ..."                        |
| James Craven                  | Empresário no meio da multidão olhando para a nave espacial                                                 |
| Tyler McVey                   | O Sr. Brady, agente do governo que vem ver Klaatu na pensão                                                 |
| House Peters Jr.              | Capitão da polícia militar que chega com Klaatu à casa do professor Barnhardt                               |
| Franklyn Farnum               | Homem cruza com Klaatu e Helen Benson no corredor do prédio de escritórios dela                             |
| Wheaton Chambers              | Sr. Bleeker, joalheiro a quem Tom Stevens leva o diamante de Klaatu para avaliação                          |
| Millard Mitchell [Apenas voz] | General em reunião no Pentágono                                                                             |
| George Lynn                   | Coronel Ryder em reunião no Pentágono relata que Gort estava sendo encapsulado em um bloco de plástico KL93 |
| Chet Brandenburg              | Homem não consegue dar partida no motor de popa devido à queda de energia                                   |
| Carleton Young                | Coronel em jipe indo em direção à pensão de Klaatu: "Atenção, todas as unidades!"                           |
| Snub Pollard                  | Motorista de táxi ouvindo anúncio de rádio                                                                  |
| Spencer Chan                  | Um dos cientistas mundiais reunidos na reunião do Professor Barnhardt ao lado da nave espacial              |

Os principais jornalistas de radiodifusão de sua época, Elmer Davis, HV Kaltenborn, Drew Pearson e Gabriel Heatter, tiveram participações especiais. Spencer Tracy e Claude Rains foram originalmente considerados para interpretar Klaatu.

## Produção

### Desenvolvimento
O produtor Julian Blaustein originalmente pretendia fazer um filme sob os títulos provisórios de Farewell to the Master e Journey to the World, que contassem a paranóia que caracterizaram o início da Guerra Fria e a Era Atômica. Ele revisou mais de duzentos contos e romances de ficção científica em busca de um enredo que pudesse ser adaptado para um longa-metragem. O chefe do estúdio, Darryl F. Zanuck deu sinal verde para este projeto, e Blaustein contratou Edmund North para escrever o roteiro baseado em elementos do conto de Harry Bates de 1940, "Farewell to the Master". O roteiro final revisado foi concluído em 21 de fevereiro de 1951. O escritor de ficção científica Raymond F. Jones trabalhou como consultor mas não foi creditado.

### Pré-produção
Os cenários foram projetados por Thomas Little e Claude Carpenter. Eles colaboraram com o arquiteto Frank Lloyd Wright para o designer da espaçonave. Paul Laffoley sugeriu que o interior fosse futurista e inspirado na Sede da Johnson Wax concluída em 1936. Laffoley posteriormente comentou sobre Wright e sua tentativa de projetar o exterior: "[...] imitar uma substância experimental da qual ouvi falar que age como tecido vivo. Se cortada, a fenda pareceria cicatrizar como uma ferida, deixando uma superfície contínua sem cicatrização".

### Filmagem
A principal cena ao ar livre foi feita nos estúdios da 20th Century Fox (agora localizado em Century City, Califórnia) com uma segunda unidade filmando o fundo e outras sequências sendo gravadas em Washington, DC e no Forte George G. Meade em Maryland. A programação das filmagens foram de 9 de abril até 23 de maio de 1951, e os atores principais nunca viajaram para Washington para a produção do filme. O diretor Robert Wise indicou no comentário do DVD que o Departamento de Defesa dos Estados Unidos recusou-se a participar do longa-metragem com base na leitura do roteiro. O equipamento militar mostrado, no entanto, veio do 3º Regimento de Cavalaria Blindada, então estacionado no Forte Meade que forneceram os veículos, equipamentos e soldados para os segmentos que retratavam as operações do Exército. Um dos tanques do filme ostenta a insígnia "Brave Rifles" do 3º Regimento de Cavalaria Blindada.
O robô Gort foi interpretado por Lock Martin que até então trabalhava como recepcionista no Grauman's Chinese Theatre e tinha 2,13 m de altura. Não acostumado a um traje confinante e indutor de calor, ele trabalhou cuidadosamente enquanto usava os dois trajes de neoprene de espuma enormes e amarrados para a ilusão de um Gort metálico sem costura. Wise decidiu que o tempo de filmagem de Martin na tela seria limitado a intervalos de meia hora, então o ator, com sua constituição geralmente fraca, não enfrentaria mais do que um pequeno desconforto. Esses segmentos, por sua vez, foram então editados juntos na impressão final do filme.
Em um comentário em DVD ao ser entrevistado pelo colega diretor Nicholas Meyer, Wise disse que queria que o filme parecesse o mais realista e crível possível, para levar a mensagem central contra o conflito armado no mundo real. O título original é "The Day the World Stops". Blaustein comenta que seu objetivo era promover uma "Nações Unidas forte".

## Trilha sonora
A trilha sonora foi composta por Bernard Herrmann em agosto de 1951 e é a primeira produção após se mudar de Nova York para Hollywood. Herrmann escolheu instrumentação até então incomum para o filme: violino, violoncelo e baixo (todos os três elétricos), dois instrumentos eletrônicos theremin (tocados pelo Dr. Samuel Hoffman e Paul Shure), dois órgãos Hammond produzidos pela Wurlitzer, três vibrafones, dois glockenspiels, marimba, tam-tam, dois bumbos, três conjuntos de tímpanos, dois pianos, celesta, duas harpas, uma trompa, três trompetes e trombones e quatro tubas. Os avanços de Herrmann na trilha sonora de filmes incluíram órgãos uníssonos, tubas, piano e bumbo, movimento de trítono escalonado e glissando em theremins, bem como a exploração da dissonância entre Ré e Mi bemol junto com a experimentação de técnicas incomuns de overdubbing e inversão de fita. Ao usar o theremin, o compositor fez uma incursão precoce na música eletrônica, um ano antes de Karlheinz Stockhausen e três anos antes de Edgard Varèse.
 

A música tema de The Day the Earth Stood Still foi reutilizada no episódio piloto do seriado Lost in Space e em várias cenas de Voyage to the Bottom of the Sea (1961) ambas as obras de Irwin Allen. Danny Elfman comenta que a trilha sonora de The Day the Earth Stood Still inspirou seu interesse em compor bandas sonoras e o tornou um fã de Herrmann. A AllMusic deu ao álbum 4,5 de 5 estrelas afirmando que: "A trilha sonora em si é maravilhosa: vívida, colorida, aterrorizante, inspiradora e sempre e em todos os lugares envolvente".
| Lista de faixas |                                                                                 |         |  |
| N.º             | Título                                                                          | Duração |  |
| 1.              | "Twentieth Century Fox Fanfare"                                                 | 0:12    |  |
| 2.              | "Prelude / Outer Space/Radar"                                                   | 3:45    |  |
| 3.              | "Danger"                                                                        | 0:24    |  |
| 4.              | "Klaatu"                                                                        | 2:15    |  |
| 5.              | "Gort / The Visor / The Telescope"                                              | 2:23    |  |
| 6.              | "Escape"                                                                        | 0:55    |  |
| 7.              | "Solar Diamonds" (not used in film)                                             | 1:04    |  |
| 8.              | "Arlington"                                                                     | 1:08    |  |
| 9.              | "Lincoln Memorial"                                                              | 1:27    |  |
| 10.             | "Nocturne / The Flashlight / The Robot / Space Control"                         | 5:58    |  |
| 11.             | "The Elevator / Magnetic Pull / The Study / The Conference / The Jewelry Store" | 4:32    |  |
| 12.             | "Panic"                                                                         | 0:42    |  |
| 13.             | "The Glowing / Alone / Gort's Rage / Nikto / The Captive / Terror"              | 5:11    |  |
| 14.             | "The Prison"                                                                    | 1:42    |  |
| 15.             | "Rebirth"                                                                       | 1:38    |  |
| 16.             | "Departure"                                                                     | 0:52    |  |
| 17.             | "Farewell"                                                                      | 0:32    |  |
| 18.             | "Finale"                                                                        | 0:30    |  |

## Lançamento

### Portugal
O filme foi lançado nos cinemas portugueses pela Fox Filmes a 14 de maio de 1953.
Foi editado em DVD pela Castello Lopes Multimédia a 30 de setembro de 2010.
Foi disponibilizado digitalmente, com legendas em português europeu, no Prime Video.

## Metáforas

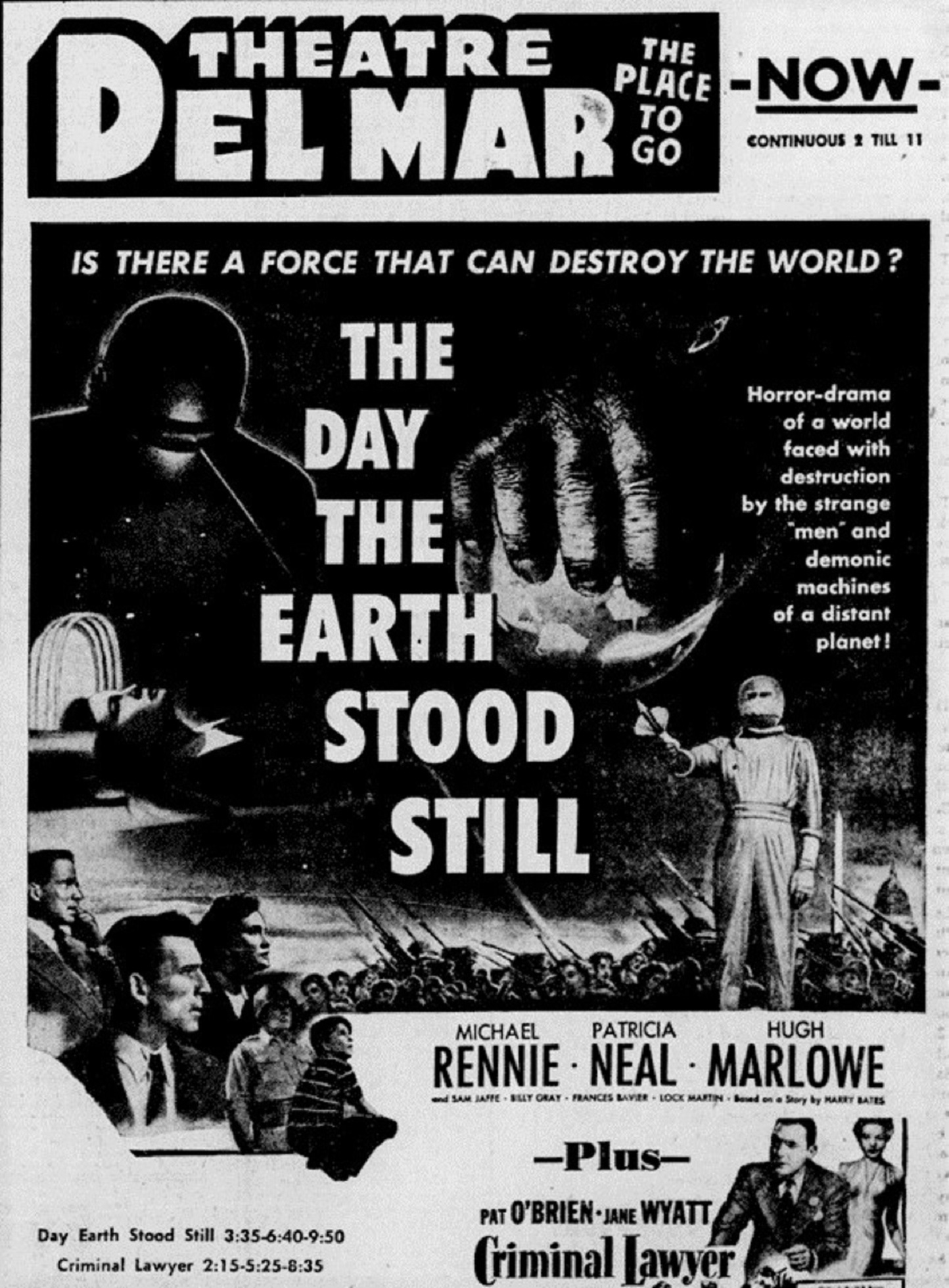
Anúncio do filme em 1951

Em uma entrevista de 1995, o produtor Julian Blaustein explicou que Joseph Breen, o chefe do departamento de censura audiovisual instalado pela Motion Picture Association of America nos estúdios da Twentieth Century Fox, se opôs à representação da ressurreição e do poder ilimitado de Klaatu. A pedido do código hays, uma nova frase foi escrita no roteiro; quando Helen pergunta ao alienígena se Gort tem poder ilimitado sobre a vida e a morte, Klaatu explica que o robô revive apenas temporariamente: "esse poder é reservado ao Espírito Todo-Poderoso". Sobre os elementos místicos que ele adicionou ao personagem protagonista, o roteirista Edmund North disse: "Era minha piadinha particular. Nunca discuti esse ângulo com Blaustein ou Wise porque não queria que fosse expresso. Eu originalmente esperava que a comparação com Jesus Cristo fosse subliminar".
As referências foram sutis o suficiente para que a comparação de Klaatu com Jesus Cristo passasse despercebida para a maioria dos espectadores. Quando Klaatu escapa do hospital, ele rouba as roupas de um major carpinteiro. Isso faz uma alusão à carpintaria como a profissão que o Novo Testamento diz que Jesus aprendeu com José. Suas ações são mal interpretadas e ele eventualmente é morto pela autoridade militar. No final do filme, Klaatu, tendo sido restaurado à vida, ascende ao céu (noturno). Outros paralelos incluem sua vinda à Terra com uma mensagem para toda a humanidade, sua amizade crianças, possuindo sabedoria e conhecimento científico especializado além daqueles de qualquer ser humano e as pessoas recebendo um sinal de seu poder. No início do filme, um dos técnicos de radar britânicos, ao observar a velocidade da nave espacial de Klaatu, é ouvido exclamando: "Santo Natal".

## Resposta crítica
A Variety elogiou a sua estilização visual de documentário: "a história é contada de forma interessante o suficiente e imbuída dos suspenses de ficção científica suficientes para que apenas raramente sua verborragia moralista atrapalhe [...] O elenco, embora secundário à história, funciona bem". O extinto Harrison's Reports escreveu: "Muito bom! É de longe o melhor dos filmes de ficção científica já produzidos. Mantém o interesse inalterado do início ao fim e, embora o tema seja reconhecidamente fantástico, o espectador se sente como se estivesse vendo uma ocorrência da vida real por causa do tratamento especializado do assunto e do trabalho de efeitos especiais extremamente bom". O Los Angeles Times elogiou a seriedade do longa-metragem, embora também tenha desprezado os "certos elementos subversivos". Bosley Crowther do The New York Times descartou The Day the Earth Stood Still o chamando de "entretenimento morno" e descreveu Gort como "estranhamente ameaçador".
The Day the Earth Stood Still teve um desempenho moderado quando foi lançado, arrecadando US$ 1.850.000 em aluguéis de distribuidores nos Estados Unidos e Canadá, tornando-se o 52º maior arrecadador daquele ano. O longa-metragem recebeu mais atenção na Europa: A Hollywood Foreign Press Association concedeu aos cineastas um Globo de Ouro especial por "promover a compreensão internacional", enquanto a trilha sonora de Bernard Herrmann também recebeu uma indicação na premiação. A revista francesa Cahiers du Cinéma aplaudiu a obra, seu colaborador Pierre Kast chamou-o de "quase literalmente deslumbrante" e elogiou seu "relativismo moral". Atualmente o filme é bem avaliado pela crítica especializada, no website agregador de críticas Rotten Tomatoes tem uma avaliação de 97% de aprovação com base em 57 avaliações, com uma classificação média de 8,10/10. O consenso afirma: "Com uma mentalidade social, mas divertido, The Day the Earth Stood Still transmite sua moral de paz e compreensão sem didatismo".

### Prémios
- 1952: Globo de Ouro honorífico ao melhor filme a promover o entendimento internacional.
- 1995: Incluído no catálogo de filmes do Registo Nacional dos Estados Unidos, criado para a preservação deste tipo de arte.
- 2000: Prémio Chlotrudis, pela 136º posição na categoria Melhores filmes do século XX.

## Legado
The Day the Earth Stood Still é amplamente visto como um clássico da ficção científica. O longa-metragem é creditado por popularizar o uso de teremin na trilha sonora das produções audiovisuais de ficção científica. O episódio "To Serve Man" da terceira temporada de The Twilight Zone é vista como uma "versão alternativa" de The Day Earth Stood Still. Em 2001, foi classificado como número 82 no AFI 's 100 Years...100 Thrills uma lista dos filmes americanos mais emocionantes de acordo com a American Film Institute. Posteriormente o mesmo instituto o colocou em 62° lugar em uma coletânea que lista os longa-metragem mais inspiradores. Em junho de 2008, o American Film Institute revelou o AFI's 10 Top 10  - os dez melhores filmes em dez gêneros de filmes americanos "clássicos" - após uma pesquisa com mais de 1.500 pessoas da indústria cinematográfica. The Day the Earth Stood Still foi reconhecido como o quinto melhor longa-metragem do gênero ficção científica. No ano de 2004, o filme foi selecionado pelo The New York Times como um dos "1000 Melhores Filmes Já Feitos". O website agregador de críticas Rotten Tomatoes o coloca na 18° posição na compilação das produções audiovisuais de sci-fi e em segundo lugar numa retrospectiva do gênero da década de 1950.
O músico Ringo Starr usou uma cena modificada da nave e de Klaatu para a capa de seu álbum de 1974, Goodnight Vienna. Lou Cannon e Colin Powell acreditavam que o filme inspirou Ronald Reagan a discutir a união contra uma invasão alienígena ao conhecer Mikhail Gorbatchov em 1985. Dois anos depois, Reagan disse às ONU: "Ocasionalmente, penso em como nossas diferenças em todo o mundo desapareceriam rapidamente se estivéssemos enfrentando uma ameaça alienígena de fora deste mundo". The Day the Earth Stood Still está sendo exibido na cena de abertura do primeiro episódio de Star Trek: Strange New Worlds, quando o Christopher Pike se refere a ele como um "clássico". O músico de rock americano Willie Nile lançou um álbum intitulado The Day The Earth Stood Still em 2021. A faixa-título do álbum foi inspirada nas ruas desertas da cidade de Nova York durante a pandemia de Covid-19 e contém a frase "Klaatu Barada Nikto" em seu refrão. O autor Arthur C. Clarke o lista como um dos seus filmes favoritos. Tony Magistrale cita o longa-metragem como um dos primeiros e melhores exemplos de techno-horror. O brasileiro Raul Seixas influenciado pelo enredo do filme compôs a música "O Dia em que a terra Parou" em 1977.
O planeta nativo dos Thermians, Klaatu Nebula no filme Heróis Fora de Órbita (1999) é uma referência ao nome do visitante alienígena de O Dia em que a Terra Parou.

### Adaptações e remakes
O filme foi adaptado para o rádio em 4 de janeiro de 1954 para o Lux Radio Theatre, Michael Rennie reprisou seu papel de Klaatu e a atriz Jean Peters interpretou Helen Benson.
Em 2008, um remake homônimo foi lançado com direção de Scott Derrickson e estrelado por Keanu Reeves. Esta versão tem uma mudança no enredo: "Ao invés de dar aos humanos a chance de colaborar, o remake se baseia na decisão de Klaatu de deixar a humanidade ser destruída ou salva. A refilmagem recebeu grandes críticas negativas de fãs de ficção científica e da mídia especializada, frequentando listas de piores remakes de todos os tempos.

### Klaatu barada nikto
Desde o lançamento do filme, a frase "Klaatu barada nikto" apareceu constantemente na ficção e cultura popular. O Hall da Fama dos Robôs o descreveu como "um dos comandos mais famosos da ficção científica" e Frederick S. Clarke do Cinefantastique, o chamou em 1970 de "a frase mais famosa já dita por um extraterrestre". Estas três palavras já foram reutilizadas em Sonic 2 (2022), Spider-Man 2 (2004), Army of Darkness (1992), Return of the Jedi (1983) e no episódio "Invasion of the Turtle Snatchers" de Teenage Mutant Ninja Turtles.
A Fantastic Films explorou o significado de "Klaatu barada nikto" em um artigo de 1978 intitulado "A Linguagem de Klaatu". O artigo escrito por Tauna Le Marbe, que é listado como "editor de linguística alienígena", tenta traduzir todas as palavras alienígenas que Klaatu usou ao longo do filme. De acordo com ele, a tradução literal para Klaatu barada nikto era "Pare a Barbárie (eu tenho) morte, amarre" e a tradução livre era "Eu morro, me conserte, não retalie".